# Thomas Kaboré
Thomas Kaboré (* 23. September 1943 in Ouagadougou, Burkina Faso) ist ein burkinischer Geistlicher und emeritierter römisch-katholischer Bischof von Kaya.

## Leben
Thomas Kaboré empfing am 29. Juni 1970 das Sakrament der Priesterweihe.
Am 19. April 1999 ernannte ihn Papst Johannes Paul II. zum Bischof von Kaya. Der Erzbischof von Ouagadougou, Jean-Marie Untaani Compaoré, spendete ihm am 10. Juli desselben Jahres die Bischofsweihe; Mitkonsekratoren waren der Bischof von Ouahigouya, Philippe Ouédraogo, und der Bischof von Nîmes, Jean Cadilhac.
Papst Franziskus nahm am 7. Dezember 2018 seinen altersbedingten Rücktritt an.